# Der Flieger (Saint-Exupéry)
Die 1926 erschienene Novelle Der Flieger (französischer Name: L'Aviateur) ist das erste veröffentlichte Werk des französischen Schriftstellers und Piloten Antoine de Saint-Exupéry. Es erschien in der Zeitschrift Le Navire d'Argent von Adrienne Monnier (Herausgeberin) und Jean Prévost (leitender Redakteur).
Die Ausdrucksstärke von Saint-Exupéry verbindet sich mit der reichen Sprache, mit der er seine Eindrücke schildert. Antoine de Saint-Exupéry ist von Jugend an geflogen. Dieses erste Flugerlebnis und seine schriftstellerischen Qualitäten zeigen die Eindrücke, die alle Flieger in der Pionierzeit der Fliegerei am eigenen Leib erfahren haben.
Die Veranschaulichung von Eindrücken ist bemerkenswert in der Beschreibung, die er von der Vorbereitung zu einem Flug gibt. Er wird Mischwesen, er macht alles gemeinsam mit seiner Maschine: „Die Stille wirkt fremdartig, während er seinen Sitzgurt und die zwei Riemen des Fallschirms einhakt, dann, wenn er mit einer Bewegung der Schultern und des Rumpfes die Flugzeugkabine seinem Körper anpasst.“ Er spielt auch mit Metaphern, indem er den Propellerwind mit einem Fluss vergleicht: „Durch den Wind des Propellers angetrieben scheint das Gras bis zu zwanzig Meter vor ihm zu fließen.“ Des Weiteren ist da diese Beschreibung der körperlichen Erfahrung des erstarrten Himmels: „Er betrachtet die schwarze Motorhaube, die sich auf dem Himmel im Gegenlicht abhebt“. Genau dies erfährt man bei Flugmanövern, wenn die Geschwindigkeit des Flugzeugs ausreichend groß ist.
Ohne ein Hauptwerk zu sein, spiegelt Der Flieger das Talent und die humanistische Weltanschauung des Schriftstellers wider, der später durch Bücher wie Nachtflug oder Der kleine Prinz zu Weltruhm gelangen sollte.